# Abhay Ashtekar
Abhay Ashtekar, född 5 juli 1949 i Indien, är en teoretisk fysiker, som lämnat uppmärksammade bidrag till en möjlig matematisk beskrivning av kvantgravitation. Som upphovsman till de så kallade Ashtekarvariablerna, är han en av grundarna av slingkvantgravitationen. 
Ashtekar fick sin grundutbildning i Indien och tog sin Ph.D. vid University of Chicago 1974. Ashtekar innehar Eberly-professuren i  fysik och är chef för "Institute for Gravitational Physics and Geometry" vid Pennsylvania-universitetet. Vid sidan av vetenskapliga artiklar har han även skrivit ett antal populärvetenskapliga artiklar om slingkvantgravitation.